# Чавес, Джоаннер Сталин
Джоаннер Сталин Чавес Кинтеро (исп. Jhoanner Stalin Chávez Quintero; род. 25 апреля 2002, Пуэрто-Франсиско-де-Орельяна) — эквадорский футболист, защитник клуба «Ланс» и сборной Эквадора.

## Клубная карьера
Чавес — воспитанник клуба «Индепендьенте дель Валье». 6 декабря 2020 года в матче против «Эль Насьональ» он дебютировал в эквадорской Примере. В 2021 году Чавес помог клуб выиграть чемпионат. 2 апреля 2022 года в поединке против «Гуаласео» Джоаннер забил свой первый гол за «Индепендьенте дель Валье». 26 мая в матче Кубка Либертадорес против бразильского «Атлетико Минейро» Чавес забил гол. В том же году он помог команде завоевать Южноамериканский кубок, отметившись мячом в поединке против венесуэльского «Депортиво Тачира».
В начале 2023 года Чавес перешёл в бразильскую «Баию». 

## Международная карьера
В 2019 году Чавес в составе юношеской сборной Эквадора принял участие в юношеском чемпионате мира в Бразилии. На турнире он сыграл в матчах против сборных Венгрии и Италии.
12 ноября 2022 года в товарищеском матче против сборной Ирака Чавес дебютировал за сборную Эквадора.

## Достижения
Клубные
 «Индепендьенте дель Валье»
- Победитель эквадорской Примеры — 2021
- Обладатель Южноамериканского кубка — 2022